# 藏王國定公園
藏王國定公園（日语：／ Zaō Kokutei Kōen），是位在日本宮城縣、山形縣的國定公園，包含奧羽山脈的面白山與南方藏王連峰一帶。1963年8月8日指定。總面積39,635公頃。

## 概要
本公園總面積39,635公頃之中，國有地有26,982公頃（68.1%），公有地有825公頃（2.1%），私有地為11,828公頃（29.8%）。全體的97.3%屬於特別地域，其中御釜周邊至不忘山是屬於特別保護地區。
藏王一帶是著名滑雪勝地，同時也以冬季樹冰聞名。公園北部的面白火山群一帶有紅葉川溪谷及二口峽谷等變化多端的景色。
以奧之細道聞名的山寺（立石寺）也在公園內。二口峽谷的磐司岩由表磐司、裏磐司、日陰磐司組成，為國家名勝。公園內的溫泉地有山形縣側的藏王溫泉、宮城縣側的青根溫泉、遠刈田溫泉、峩峩溫泉等。

## 火山
- 熊野岳
- 雁戶山
- 大東岳

## 主要景點
- 藏王連峰
- 山寺（立石寺）
- 長老湖（日语：長老湖）
- 磐司岩
- 二口峽谷（日语：二口峡谷）
- 紅葉川溪谷（日语：紅葉川渓谷）
- 藏王溫泉
- 青根溫泉（日语：青根温泉）
- 遠刈田溫泉（日语：遠刈田温泉）

## 關連市町村
- 宮城縣 - 仙台市、白石市、藏王町、七宿町、川崎町
- 山形縣 - 山形市、上山市

## 集團設施地區
| 地區名      | 面積    | 所在地             | 使用人數（人） |
| ----------- | ------- | ------------------ | -------------- |
| 聖山平      | 119.4ha | 宮城縣刈田郡藏王町 | 14,000         |
| 硯石·長老湖 | 34.7ha  | 宮城縣刈田郡七宿町 | 52,000         |
| 藏王高原    | 34.7ha  | 山形縣上山市       | 213,000        |

## 關連項目
- 國定公園
- 藏王連峰
- 御釜

## 外部連結
- （日語）藏王國定公園 （页面存档备份，存于）